# تور فوس
تور فوس (بالنرويجية البوكمول: Tore Foss)‏ هو محامي ومغني وممثل نرويجي، ولد في 21 فبراير 1901 في أوسلو في النرويج، وتوفي في 6 أغسطس 1968.

## وصلات خارجية
- تور فوس على موقع IMDb (الإنجليزية)
- تور فوس على موقع ألو سيني (الفرنسية)
- تور فوس على موقع قاعدة بيانات الأفلام السويدية (السويدية)
- تور فوس على موقع قاعدة بيانات الفيلم (الإنجليزية)
- تور فوس على موقع كينوبويسك (الروسية)